# Röd (artist)
Röd (tidigare Agent Röd) är sångare, rappare, dj och musikproducent. Han släppte 2008 EP:n Tid att tänka där han samarbetade med Süperstar Orkestar, Levent, Don Krille och Edberg. Han släppte debut-cd:n Den vanligaste mannen i världen 2008. Han blandar hiphop med folkmusik, dansmusik och jazz.
Han var tidigare medlem i dalatrion Frotté som gjorde låten Krossa dom till fotbolls-EM 2004 och vann pris för bästa nykomling på hiphop-awards.